# Poggio-di-Nazza
Poggio-di-Nazza (korziško U Poghju di Nazza) je naselje in občina v francoskem departmaju Haute-Corse regije - otoka Korzika. Leta 2007 je naselje imelo 180 prebivalcev.

## Geografija
Kraj leži v vzhodnem delu otoka Korzike znotraj naravnega regijskega parka Korzike, 100 km južno od središča Bastie.

## Uprava
Občina Poggio-di-Nazza skupaj s sosednjimi občinami Ghisoni, Ghisonaccia in Lugo-di-Nazza sestavlja kanton Ghisoni s sedežem v Ghisoniju. Kanton je sestavni del okrožja Corte.

## Zanimivosti
- romanska cerkev sv. Petra in Andreja